# Ninon de Lenclos
Ninon de Lenclos (Parigi, 10 novembre 1620 – Parigi, 17 ottobre 1705) è stata una scrittrice, cortigiana ed epistolografa francese.
Era figlia di Henri de Lanclos, gentiluomo libertino della Turenna, al seguito del duca Carlo II d'Elbeuf, e di Marie-Barbe de la Marche.

## Biografia
Anne, detta Ninon, si rivelò presto una bambina prodigio nel liuto, citava Montaigne ed i grandi classici e la madre bigotta l'accompagnava di salotto in salotto, ove faceva sensazione. Più tardi imparò anche a suonare il clavicembalo.
Divenne una donna di lettere, influenzata dalle idee epicureiste, che conosceva la lingua italiana e quella spagnola, versata anche nelle scienze. Nel 1642, alla morte della madre, il suo libertinismo ed il suo ateismo conclamato, quando la sua rispettabilità non era ancora nota, fecero sì che le grandi dame dei salotti del Marais se la contendessero, benché ella fosse andata ad abitare presso un'altra cortigiana, Marion Delorme, che divenne la sua insegnante.
La bella e intelligente Ninon, durante la sua vita, ha collezionato una caterva di amanti (il primo a 16 anni, poi in particolare il Gran Condé, François-Jacques d'Amboise, conte d'Aubijoux, François de La Rochefoucauld, il maresciallo d'Estrées, l'astronomo Christian Huygens) a tal punto che Walpole la soprannominò successivamente Notre Dame des Amours. Lei classificò i suoi amanti in « pagatori », « martiri » (sospiranti senza speranza) e « capricci » (eletti al momento).
Ebbe figli tra i quali uno, il cavaliere Louis de la Boissière, che diventerà un brillante ufficiale di marina, frutto dei suoi rapporti con Louis de Mornay, marchese di Villarceaux e vicino al re Luigi XIV. Lei visse la sua passione con lui per tre anni nelle sue terre di Villarceaux, comune di Chaussy, in Val-d'Oise. Vicina a Molière, lei corresse, su richiesta dell'autore, la prima versione del Tartuffe.
Perseguitata dal parti dévot, nel 1656 fu incarcerata, per ordine di Anna d'Austria alle Madelonnettes e poi in un convento di Lagny. Al suo primo viaggio a Parigi, nel 1658, la regina Cristina di Svezia concesse un solo incontro privato a Ninon de Lenclos, della quale aveva la più alta opinione. Tenendo un salotto a partire dal 1667, acquisì rispettabilità quando fu ammessa a quello di Marguerite de la Sablière nel 1677.
Grande amante della sapienza, Luigi XIV si preoccupava spesso dell'opinione di Ninon, che apprendeva per interposta persona. Il giorno in cui compì 77 anni, Ninon ebbe un'avventura con l'abate di Châteauneuf, François de Castagnères. Nello stesso periodo intesseva un altro legame con il canonico Nicolas Gédoyn. Qualche mese prima di morire, verso gli 85 anni, si fece presentare il giovane François-Marie Arouet (Voltaire), allora circa undicenne e allievo del collegio dei gesuiti Louis-le-Grand di Parigi, che recitò alcuni versi. Nel suo testamento ella lasciò al ragazzo 2 000 lire tornesi (l'equivalente di 7800 € del 2008) affinché potesse acquistarsi dei libri (in effetti, all'inizio del XVIII secolo, come nota il maresciallo Vauban sulla Dîme royale, un semplice lavoratore a giornata guadagnava meno di 300 lire all'anno).

## Il  salotto
Ninon tenne un suo salotto letterario al n. 36 di rue des Tournelles a Parigi, a partire dal 1667. Le sue celebri "cinque alle nove" avevano luogo ogni giorno. Ninon de Lenclos è il simbolo dell'aristocrazia colta e splendente, regina dei salotti parigini, donna di spirito indipendente e di cuore, rappresentava la libertà di costumi del seicento e settecento francese. Tra i suoi invitati, soprattutto uomini, si annoveravano: Fontenelle, François de la Rochefoucauld, Charles de Saint-Évremond, Paul Scarron, Jean-Baptiste Lully, Jean de La Fontaine, Filippo II di Borbone-Orléans, futuro reggente di Francia, Antoine Godeau; Antoine Gombaud, chevalier de Méré; Louis de Rouvroy, duca di Saint-Simon, memorialista; Roger de Rabutin, conte di Bussy, Jules de Clérambault, Damien Mitton, l'abate François de Châteauneuf, Huygens, François Le Métel de Boisrobert, Charles Perrault, il poeta Chapelle, Jean Ogier de Gombauld, l'abate di Pons; Louis de Mornay, marchese di Villarceaux, César Phœbus d'Albret, Jean Hérault de Gourville, il pittore Nicolas Mignard, del quale Ninon fu modella; Charleval, figlio di Madame de Longueville, Jean Racine (e la sua amante la Champmeslé), François III Dusson, signore di Bonrepaus e commissario della Marina, Nicolas Boileau, detto Boileau Despréaux, Condé, Henri de Sévigné, marito di Madame de Sévigné, poi il loro figlio Charles de Sévigné, Louis de Lesclache.
Ma il suo salotto era frequentato anche da numerose donne:
Catherine de Vivonne, Marguerite de la Sablière, Madame de Galins, Elisabetta Carlotta del Palatinato, principessa Palatina, Henriette de Coligny, contessa de la Suze, Marie Desmares, detta la Champmeslé, attrice rinomata di tragedie e amante di Racine, la sua parente e amica Françoise d'Aubigné, futura madame de Maintenon.

## Opere di Ninon de Lenclos
(in Lingua francese salvo diverso avviso)
Le si riconoscono numerose raccolte di lettere, probabilmente apocrife, fra le quali:
- Lettres de Ninon de L'Enclos au marquis de Sévigné, collectées par Damours, 1750, éditions Francois Joly.
- Lettres de Ninon de L'Enclos au marquis de Sévigné, collectées par Crébillon fils, édition François Joly, Amsterdam, 1750. Deux parties en un volume in-12, XII-184-200 pages (chaque partie est précédée d'un titolo gravé par Fessard). En fait, la première édition de ces lettres a été attribuée, à tort, par Gay à Damours, mais Tchemerzine les a restituées à Crébillon fils. Voir Gay II, 828. Tchemerzine IV, 197.
- Bibliothèque épistolaire, ou choix des plus belles lettres des femmes les plus célèbres du siècle de Louis XIV. Lettres de Ninon de l'Enclos, de Madame de Maintenon, des Ursins, de Caylus, etc., recueillies par A. Delanoue.
- Nel 1659, nella La Coquette vengée (opera di dubbia attribuzione), lei risponde a molti attacchi di cui era stata oggetto. Lei vi difende, in quanto donna di lettere, la possibilità di una vita buona e morale in assenza della religione. Ella afferma anche, con un certo spirito:

(Ninon de l'Enclos)
e
(Ninon de l'Enclos)

## Ninon de Lenclos nell'arte e nella cultura di massa
- Ninon de l'Enclos, comédie historique en un acte, mêlée de vaudevilles par Charles Henrion, Armand Henri Ragueneau de la Chainaye. Editore Mad. Cavanagh, Paris, An XII [i.e. 1804].
- Eugène de Mirecourt redasse nel 1857 un romanzo dal titolo Mémoires de Ninon de Lenclos.
- Fu una delle eroine, insieme a Marion Delorme del film in versi: Cyrano et d'Artagnan d'Abel Gance.
- Lo sceneggiatore di fumetti Patrick Cothias ne ha fatto un personaggio ricorrente del suo universo (serie Le sette vite dello sparviero, Maschera rossa, Il giullare del re e Ninon segreta) facendone soprattutto un'avventuriera, una spadaccina ed una spia.
- Il compositore Louis Maingueneau (1884-1950) diede ad una delle sue opere il titolo di Ninon de Lenclos.
- Il rosicoltore Jean-Pierre Vibert ha dato il suo nome ad una delle sue rose[9]
- Il filosofo anarchico individualista Max Stirner la cita come un esempio positivo di figura femminile nel suo libro L'Unico e la sua proprietà.[10]